# Middag kl. 8 (film)
Middag kl. 8 (engelska: Dinner at Eight) är en amerikansk komedifilm från 1933, i regi av George Cukor. I huvudrollerna ses Marie Dressler, John Barrymore, Wallace Beery, Jean Harlow, Lionel Barrymore och Billie Burke. Filmen är baserad på George S. Kaufman och Edna Ferbers pjäs Middag kl. 8 från 1932 och fick Sverigepremiär den 22 februari 1934.
År 2023 valdes filmen ut för att bevaras i National Film Registry av USA:s kongressbibliotek då den anses vara ”kulturellt, historiskt eller estetiskt betydelsefull”.

## Handling
Filmen handlar om det förmögna paret Millicent och Oliver Jordan som bjuder in en handfull välbärgade vänner på middag, men det är inte bara middagsvärdarna som är ute efter något, gästerna har också en del att avslöja.

## Rollista i urval
- Marie Dressler - Carlotta Vance
- Lionel Barrymore - Oliver Jordan
- Billie Burke - Millicent Jordan
- Madge Evans - Paula Jordan
- Wallace Beery - Dan Packard
- Jean Harlow - Kitty Packard
- John Barrymore - Larry Renault
- Lee Tracy - Max Kane
- Edmund Lowe - Dr. Wayne Talbot
- Karen Morley - Lucy Talbot
- Jean Hersholt - Jo Stengel
- Phillips Holmes - Ernest DeGraff
- Edwin Maxwell - Mr. Fitch
- Louise Closser Hale - Hattie Loomis
- Grant Mitchell - Ed Loomis